# Седлоносная жаба

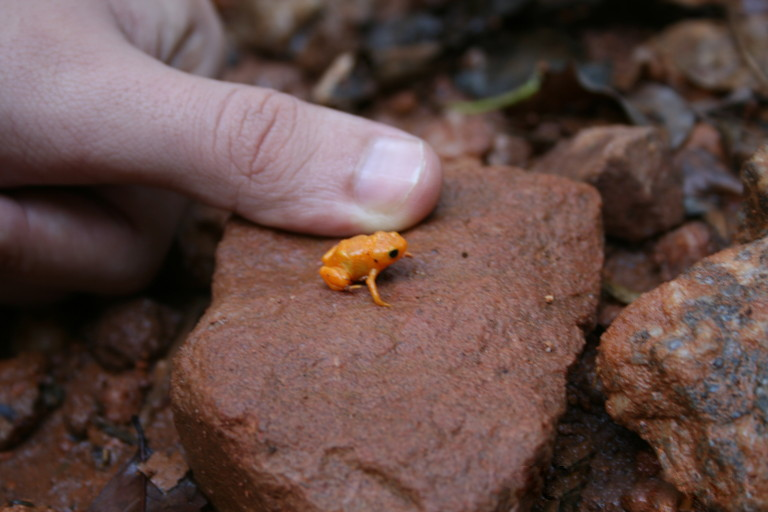
Размер седлоносной жабы в сравнении

Седлоносная жаба (лат. Brachycephalus ephippium) — вид бесхвостых земноводных семейства короткоголовых.
Общая длина тела достигает 1,25—1,97 см. Наблюдается половой диморфизм — самки немного крупнее самцов. Голова короткая. Отсутствуют зубы на верхней челюсти и межчелюстной кости. На спине под кожей находится костяная пластина, сросшаяся с остистыми отростками позвонков. Кожа гладкая. Задние лапы менее развиты, чем передние. Передние конечности имеют 2 пальца, задние — 3. Окраска однотонная ярко-жёлтая или оранжевая, радужина чёрная.
Любит тропические леса, чаще всего встречается среди опавших листьев. Встречается на высоте от 750 до 1200 метров над уровнем моря. Активна днём. Питается тлями, клещами и комарами. В засушливый период скрывается в глубоких слоях листьев.
Спаривание и размножение происходит во время сезона дождей. Самец захватывает самку сначала паховым, а затем подмышечным амплексусом и осуществляет оплодотворение. Самка откладывает яйца в листья или гнилую древесину. Инкубационный период происходит в яйце, через 2 месяца появляется маленькая жаба (только с рудиментарным хвостом, который со временем исчезает).
Вид распространён в прибрежных штатах юго-восточной Бразилии.